# Тёрстон, Рэймонд Лерой
Рэймонд Лерой Тёрстон (англ. Raymond LeRoy Thurston; 4 февраля 1913 — 2 мая 1981) — американский дипломат.

## Биография
Рэймонд Тёрстон родился 4 февраля 1913 года в Сент-Луисе, Миссури. Окончил Техасский университет в 1934 году, а после в 1937 году получил докторскую степень по политологии в Университете Висконсина.

### Карьера
Тёрстон поступил на дипломатическую службу в Государственный департамент в 1937 году. Первое время работал в должности вице-консула в дипломатических миссиях США в Канаде, Италии, Индии.
- В 1945–1949 годах — помощник начальника отдела Ближнего Востока Государственного департамента США.
- В 1949–1951 годах — первый секретарь, затем советник Посольства США в СССР.
- В 1952–1954 годах — заместитель директора, затем директор Управления по делам Восточной Европы Государственного департамента США.
- В 1955–1957 годах — заместитель главы Посольства США в Греции.
- В 1957–1960 годах — советник Посольства США во Франции. По совместительству был политическим советником Главнокомандующего объединённых вооружённых сил НАТО в Европе Лориса Норстада.
- С 7 декабря 1961 по 15 мая 1963 года — чрезвычайный и полномочный посол США в Гаити. Когда отношения на уровне послов с Гаити возобновились, правительство республики отказалось вновь принять Тёрстона в качестве посла США.
- С 1 сентября 1965 по 15 декабря 1968 года — чрезвычайный и полномочный посол США в Сомали. 23 ноября 1965 года вручил верительные грамоты президенту Сомали Адену Адде.

После ухода с дипломатической службы, с 1969 по 1971 год Тёрстон преподавал политологию в Университете Невады, затем стал участником программы «Всемирный кампус на плаву» Чепменского университета, где он преподавал международные исследования и был деканом.
Последние годы проживал в Сиесте-Ки, штат Флорида. Скончался 2 мая 1981 года от рака.